# Привалки
Привалки (бел. Прывалкі), также Привалка — деревня в Гожском сельсовете Гродненского района Гродненской области Беларуси. Население 176 человек (2015).

## География
Деревня находится в 15 км к северу от центра сельсовета, агрогородка Гожа и в 30 км к северу от центра города Гродно. В километре к северо-западу от Привалок протекает река Неман, по которой здесь проходит граница с Литвой. Привалки находятся в пограничной зоне Республики Беларусь, порядок её посещения регламентируется соответствующими службами.
В 2 км к юго-западу от деревни проходит шоссе Р42, которое ведёт из Гродно и заканчивается около Привалок на границе с Литовской Республикой международным пунктом погранперехода «Привалка».
Согласно ряду источников Привалки — самый низкий населённый пункт Белоруссии.

## Этимология
Поскольку в древности близ Привалок стояла исчезнувшая впоследствии крепость Райгород, местная легенда возводит название Привалки к провалу, который будто бы возник на месте исчезнувшей крепости. Эта этимология имеет характер народной и малодостоверна. По другой версии название происходит от «перевала» — препятствия на дороге из поваленных деревьев. Ещё одна версия возводит название деревни к сочетанию «при валах», имея в виду валы крепости Райгород.

## История
Первое упоминание о Привалках содержится в перечне казённых имений и датируется 1569 годом. В это время местечко был центром староства Гродненского повета Трокского воеводства.
В 1609 году здесь был основан католический приход, построен деревянный костёл.
В 1650 году Привалки получили право на проведение торгов и ярмарок. В 1762 году Привалки перешла во владение рода Огинских. 27 февраля 1792 король и великий князь Станислав Август Понятовский даровал Привалкам магдебургское право и герб.
В результате третьего раздела Речи Посполитой (1795) Привалки оказались в составе Российской империи, в Гродненском уезде. Магдебургское право было отменено, а статус поселения понижен до деревни.
Существовавший в деревне католический храм сгорел во время первой мировой войны. По окончании войны в 1918—1919 годах был построен новый деревянный католический храм св. Иуды Фаддея, сохранившийся до наших дней.
По Рижскому мирному договору (1921 года) Привалки попали в состав межвоенной Польской Республики, принадлежали Гродненскому повету Белостокского воеводства. С 1939 года в составе БССР. В 1998 году здесь было 284 жителя и 117 дворов.
В конце 1950-х — начале 60-х годов храм св. Фаддея был закрыт и частично разрушен упавшими во время урагана на его крышу деревьями. Власти не разрешали его ремонтировать и планировали разобрать, но планы не были реализованы. В начале 1990-х годов храм был возвращён Церкви и восстановлен силами местных жителей.